# Simulium xanthogastrum
Simulium xanthogastrum es una especie de insecto del género Simulium, familia Simuliidae, orden Diptera.

## Distribución
Se distribuye por Asia Central.

## Taxonomía
Fue descrita científicamente por Rubtsov, 1951.